# Tryonella
Tryonella es un género con 2 especies  de helechos perteneciente a la familia Pteridaceae.

## Taxonomía
Tryonella fue descrito por Rodolfo Emilio Giuseppe Pichi Sermolli y publicado en Webbia 29 (1): 15 1974.

## Especies
- Tryonella crispatula Pic.Serm.
- Tryonella lonchophora Pic.Serm.